# Twierdzenie Junga
Twierdzenie Junga – nierówność pomiędzy średnicą zbioru punktów w dowolnej przestrzeni euklidesowej

## Twierdzenie
Rozważmy przestrzeń zwartą
{\displaystyle K\subset \mathbb {R} ^{n}}
i niech
{\displaystyle d=\max \nolimits _{p,q\in K}\|p-q\|_{2}}
będzie średnicą zbioru {\displaystyle K,} to znaczy największą odległością euklidesową pomiędzy dowolnymi dwoma punktami w {\displaystyle K.} Twierdzenie Junga mówi, że istnieje zamknięta kula o promieniu
{\displaystyle r\leqslant d{\sqrt {\frac {n}{2(n+1)}}},}
która zawiera {\displaystyle K.} Przypadek graniczny występuje w przypadku {\displaystyle n}-wymiarowego sympleksu foremnego.

## Twierdzenie Junga na płaszczyźnie
Najczęściej twierdzenie Junga stosuje się do płaszczyzny, to znaczy przypadek {\displaystyle n=2.} W tym przypadku twierdzenie mówi, że istnieje koło zawierające zbiór {\displaystyle K} o promieniu
{\displaystyle r\leqslant {\frac {d}{\sqrt {3}}}.}
Nie można pokazać lepszego ograniczenia: gdy {\displaystyle K} jest trójkątem równobocznym (lub jego trzema wierzchołkami), wtedy
{\displaystyle r={\frac {d}{\sqrt {3}}}.}

## Inne przestrzenie metryczne
Dla dowolnego ograniczonego zbioru {\displaystyle S,} w dowolnej przestrzeni metrycznej {\displaystyle d/2\leqslant r\leqslant d.} Pierwsza nierówność wynika z nierówności trójkąta dla środka kuli oraz dwóch przeciwległych punktów, a druga wynika z tego, że kula o promieniu {\displaystyle d} ze środkiem w dowolnym punkcie w {\displaystyle S} będzie zawierała cały zbiór {\displaystyle S.} W przestrzeni metrycznej dyskretnej, to znaczy w przestrzeni, w której wszystkie odległości są równe {\displaystyle r=d.} Z drugiej strony, w przestrzeniach hiperwklęsłych, takich jak metryka miejska na płaszczyźnie {\displaystyle r=d/2{:}} dowolne dwie zamknięte kule o promieniu {\displaystyle d/2} o środkach w {\displaystyle S} mają niepuste przecięcie, a więc wszystkie takie kule mają wspólne przecięcie, a promień {\displaystyle d/2} kuli o środku w tym przecięciu zawiera cały zbiór {\displaystyle S.} Znane są także wersje twierdzenia Junga dla innych geometrii nieeuklidesowych (np. Dekster 1995, 1997).